# Mogul-Rüstung
Eine Mogul-Rüstung, auch Rajput-Rüstung, ind. Chitla Hazar Masha, engl. Coat of ten thousand nails, ist eine Schutzwaffe aus dem Mogulreich (1526 bis 1858) in Indien.

## Beschreibung
Eine Mogul-Rüstung  besteht in der Regel aus einer Kettenrüstung, die in eine Hülle aus Stoff (Brigantine) eingenäht ist. In die Kettenrüstung sind kleine Metallplatten überlappend eingearbeitet. Sie finden sich an verschiedenen Stellen, wo die empfindlichsten Körperstellen wie Unterbauch, Rücken und Brustkorb sitzen. Durch diese Konstruktion ist die Rüstung widerstandsfähig und trotzdem leicht. Die gesamte Rüstung besteht aus mehreren Teilen, Brustpanzer, Schulterstücke, Armschutz, Hose und Handschuhe. Als Helm dient ein indischer Kulah Khud. Bei manchen Versionen wird eine seltene Ausführung des Kulah Khud mit drei Naseneisen benutzt. Auf der Außenseite der Rüstung sind zusätzliche Metallplatten auf der Brust, den Oberarmen und den Oberschenkeln zur Verstärkung angebracht. Die in einer Brigantine eingenähten Panzer wurden nur von wohlhabenden Kriegern getragen. Die einfacheren Dienstgrade trugen die Kettenrüstungen auch ohne die Brigantinen.